# Copa da Bolívia de Futebol de 2025
A Copa da Bolívia de Futebol de 2025, também conhecida como "Copa Paceña" por razões de patrocínio, é a 2ª edição da Copa da Bolívia da Primeira Divisão. Nesta edição, o campeão garantirá vaga direta na Taça Libertadores de 2026, enquanto o vice-campeão disputará a Copa Sul-Americana de 2026.

## Regulamento
O torneio adota um formato de grupos (fase classificatória em pontos corridos) e conta com um total de 134 partidas, realizadas no meio de semana, em paralelo ao campeonato da primeira divisão profissional (disputado em sistema de todos contra todos).
A fase de classificação é composta por quatro grupos, com quatro equipes cada. A novidade desta edição é que a primeira fase terá 14 rodadas, com confrontos de ida e volta, incluindo clássicos regionais que dão um atrativo especial à competição.
O regulamento também introduz um sistema de enfrentamentos "em linha horizontal" com outros grupos: cada equipe joga seis rodadas (ida e volta) contra rivais da sua chave (disputa vertical) e outras seis contra equipes que ocupam a mesma linha horizontal no sorteio. Por exemplo, o time A1 enfrentará B1, C1 e D1.
Ao término das 14 rodadas, os líderes de cada grupo avançam diretamente às quartas de final. Os segundos e terceiros colocados disputam uma repescagem. Os vencedores das 4 chaves da repescagem enfrentam, nas quartas de final, os líderes de grupo, em confrontos de ida e volta. Os classificados seguem para as semifinais e, depois, para a grande final, marcada para dezembro.
O campeão desta edição não apenas levantará o troféu e receberá as medalhas, como também garantirá a vaga de Bolívia 3 para a Taça Libertadores de 2026. Já o vice-campeão ficará com a vaga de Bolívia 4 na Copa Sul-Americana de 2026.

## Participantes
- ABB
- Always Ready
- Aurora
- Blooming
- Bolívar
- Guabirá
- GV San José
- Independiente Petrolero
- Jorge Wilstermann
- Nacional Potosí
- Oriente Petrolero
- Real Tomayapo
- San Antonio
- The Strongest
- Totora Real Oruro
- Universitario de Vinto

## Fase de grupos
- Atualizado até 27 de julho de 2025
- Fonte: FBF (em castelhano)

### Tabela do Grupo A
| #  | Equipe            | PTS | J | V | E | D | GP | GC | SG | Classificação            |
| -- | ----------------- | --- | - | - | - | - | -- | -- | -- | ------------------------ |
| 1º | Blooming          | 10  | 5 | 3 | 1 | 1 | 7  | 4  | 3  | Fase final               |
| 2º | Jorge Wilstermann | 9   | 6 | 3 | 0 | 3 | 11 | 13 | −2 | Repescagem da fase final |
| 3º | Nacional Potosí   | 7   | 6 | 2 | 1 | 3 | 10 | 9  | 1  |                          |
| 4º | Bolívar           | 6   | 5 | 2 | 0 | 3 | 8  | 10 | −2 |                          |

### Tabela do Grupo B
| #  | Equipe        | PTS | J | V | E | D | GP | GC | SG  | Classificação            |
| -- | ------------- | --- | - | - | - | - | -- | -- | --- | ------------------------ |
| 1º | Real Oruro    | 10  | 6 | 2 | 4 | 0 | 7  | 4  | 3   | Fase final               |
| 2º | The Strongest | 8   | 6 | 2 | 2 | 2 | 12 | 8  | 4   | Repescagem da fase final |
| 3º | Always Ready  | 8   | 6 | 2 | 2 | 2 | 13 | 8  | 5   |                          |
| 4º | Real Tomayapo | 5   | 6 | 1 | 2 | 3 | 7  | 19 | −12 |                          |

### Tabela do Grupo C
| #  | Equipe      | PTS | J | V | E | D | GP | GC | SG | Classificação            |
| -- | ----------- | --- | - | - | - | - | -- | -- | -- | ------------------------ |
| 1º | GV San José | 9   | 6 | 2 | 3 | 1 | 12 | 7  | 5  | Fase final               |
| 2º | ABB         | 9   | 6 | 3 | 0 | 3 | 9  | 11 | −2 | Repescagem da fase final |
| 3º | Aurora      | 8   | 6 | 2 | 2 | 2 | 9  | 13 | −4 |                          |
| 4º | San Antonio | 7   | 6 | 2 | 1 | 3 | 11 | 10 | 1  |                          |

### Tabela do Grupo D
| #  | Equipe                  | PTS | J | V | E | D | GP | GC | SG | Classificação            |
| -- | ----------------------- | --- | - | - | - | - | -- | -- | -- | ------------------------ |
| 1º | Oriente Petrolero       | 11  | 6 | 3 | 2 | 1 | 11 | 8  | 3  | Fase final               |
| 2º | Guabirá                 | 11  | 6 | 3 | 2 | 1 | 12 | 8  | 4  | Repescagem da fase final |
| 3º | Universitario de Vinto  | 8   | 6 | 2 | 2 | 2 | 9  | 8  | 1  |                          |
| 4º | Independiente Petrolero | 3   | 6 | 1 | 0 | 5 | 2  | 10 | −8 |                          |

### Jogos
| 29 de abril | GV San José | 2 ― 2 | San Antonio Bulo Bulo |  |  |
|             |             |       |                       |  |  |

| 29 de abril | Aurora | 2 ― 1 | ABB |  |  |
|             |        |       |     |  |  |

| 29 de abril | Oriente Petrolero | 2 ― 0 | Independiente Petrolero |  |  |
|             |                   |       |                         |  |  |

| 30 de abril | Guabirá | 2 ― 0 | Universitario de Vinto |  |  |
|             |         |       |                        |  |  |

| 30 de abril | The Strongest | 5 ― 0 | Real Tomayapo |  |  |
|             |               |       |               |  |  |

| 30 de abril | Blooming | 2 ― 0 | Nacional Potosí |  |  |
|             |          |       |                 |  |  |

| 1 de maio | Always Ready | 1 ― 1 | Real Oruro |  |  |
|           |              |       |            |  |  |

| 1 de maio | Jorge Wilstermann | 3 ― 2 | Bolívar |  |  |
|           |                   |       |         |  |  |

| 20 de maio | Jorge Wilstermann | 3 ― 4 | Nacional Potosí |  |  |
|            |                   |       |                 |  |  |

| 20 de maio | Independiente Petrolero | 0 ― 1 | Guabirá |  |  |
|            |                         |       |         |  |  |

| 21 de maio | Universitario de Vinto | 1 ― 1 | Oriente Petrolero |  |  |
|            |                        |       |                   |  |  |

| 21 de maio | Real Tomayapo | 3 ― 2 | Always Ready |  |  |
|            |               |       |              |  |  |

| 21 de maio | Bolívar | 3 ― 1 | Blooming |  |  |
|            |         |       |          |  |  |

| 22 de maio | ABB | 2 ― 1 | GV San José |  |  |
|            |     |       |             |  |  |

| 22 de maio | Real Oruro | 1 ― 1 | The Strongest |  |  |
|            |            |       |               |  |  |

| 30 de julho | San Antonio Bulo Bulo | 5 ― 2 | Aurora |  |  |
|             |                       |       |        |  |  |

| 24 de junho | ABB | 3 ― 1 | San Antonio Bulo Bulo |  |  |
|             |     |       |                       |  |  |

| 24 de junho | Universitario de Vinto | 3 ― 0 | Independiente Petrolero |  |  |
|             |                        |       |                         |  |  |

| 24 de junho | Real Oruro | 2 ― 0 | Real Tomayapo |  |  |
|             |            |       |               |  |  |

| 25 de junho | Aurora | 2 ― 2 | GV San José |  |  |
|             |        |       |             |  |  |

| 25 de junho | Guabirá | 3 ― 3 | Oriente Petrolero |  |  |
|             |         |       |                   |  |  |

| 26 de junho | Always Ready | 2 ― 1 | The Strongest |  |  |
|             |              |       |               |  |  |

| 26 de junho | Nacional Potosí | 3 ― 0 | Bolívar |  |  |
|             |                 |       |         |  |  |

| 26 de junho | Blooming | 2 ― 0 | Jorge Wilstermann |  |  |
|             |          |       |                   |  |  |

| 2 de julho | Aurora | 0 ― 3 | San Antonio Bulo Bulo |  |  |
|            |        |       |                       |  |  |

| 2 de julho | Oriente Petrolero | 3 ― 2 | Universitario de Vinto |  |  |
|            |                   |       |                        |  |  |

| 3 de julho | GV San José | 5 ― 0 | ABB |  |  |
|            |             |       |     |  |  |

| 3 de julho | The Strongest | 0 ― 1 | Real Oruro |  |  |
|            |               |       |            |  |  |

| 4 de julho | Jorge Wilstermann | 1 ― 3 | Nacional Potosí |  |  |
|            |                   |       |                 |  |  |

| 13 de agosto | Always Ready | 6 ― 0 | Real Tomayapo |  |  |
|              |              |       |               |  |  |

| 13 de agosto | Guabirá | 3 ― 1 | Independiente Petrolero |  |  |
|              |         |       |                         |  |  |

| 16 de agosto | Blooming | ― | Bolívar |  |  |
|              |          |   |         |  |  |

| 9 de julho | GV San José | 1 ― 1 | Aurora |  |  |
|            |             |       |        |  |  |

| 10 de julho | San Antonio Bulo Bulo | 0 ― 2 | ABB |  |  |
|             |                       |       |     |  |  |

| 10 de julho | Bolívar | 2 ― 1 | Nacional Potosí |  |  |
|             |         |       |                 |  |  |

| 10 de julho | Jorge Wilstermann | 1 ― 2 | Blooming |  |  |
|             |                   |       |          |  |  |

| 15 de julho | Independiente Petrolero | 0 ― 1 | Universitario de Vinto |  |  |
|             |                         |       |                        |  |  |

| 16 de julho | Oriente Petrolero | 2 ― 1 | Guabirá |  |  |
|             |                   |       |         |  |  |

| 17 de julho | Real Tomayapo | 1 ― 1 | Real Oruro |  |  |
|             |               |       |            |  |  |

| 17 de julho | The Strongest | 2 ― 1 | Always Ready |  |  |
|             |               |       |              |  |  |

| 25 de julho | ABB | 1 ― 2 | Aurora |  |  |
|             |     |       |        |  |  |

| 25 de julho | Real Oruro | 1 ― 1 | Always Ready |  |  |
|             |            |       |              |  |  |

| 26 de julho | Universitario de Vinto | 2 ― 2 | Guabirá |  |  |
|             |                        |       |         |  |  |

| 26 de julho | Nacional Potosí | 0 ― 0 | Blooming |  |  |
|             |                 |       |          |  |  |

| 26 de julho | Independiente Petrolero | 1 ― 0 | Oriente Petrolero |  |  |
|             |                         |       |                   |  |  |

| 27 de julho | San Antonio Bulo Bulo | 0 ― 1 | GV San José |  |  |
|             |                       |       |             |  |  |

| 27 de julho | Real Tomayapo | 3 ― 3 | The Strongest |  |  |
|             |               |       |               |  |  |

| 27 de julho | Bolívar | 1 ― 2 | Jorge Wilstermann |  |  |
|             |         |       |                   |  |  |

| Rodada 7 |
| -------- |
|          |

| Rodada 8 |
| -------- |
|          |

| Rodada 9 |
| -------- |
|          |

| Rodada 10 |
| --------- |
|           |

| Rodada 11 |
| --------- |
|           |

| Rodada 12 |
| --------- |
|           |

| Rodada 13 |
| --------- |
|           |

## Fase final

### Repescagem
| IDA | 3º do Grupo C | ― | 2º do Grupo B |  |  |
|     |               |   |               |  |  |

| VOL | 2º do Grupo B | ― | 3º do Grupo C |  |  |
|     |               |   |               |  |  |

| IDA | 3º do Grupo D | ― | 2º do Grupo A |  |  |
|     |               |   |               |  |  |

| VOL | 2º do Grupo A | ― | 3º do Grupo D |  |  |
|     |               |   |               |  |  |

| IDA | 3º do Grupo A | ― | 2º do Grupo D |  |  |
|     |               |   |               |  |  |

| VOL | 2º do Grupo D | ― | 3º do Grupo A |  |  |
|     |               |   |               |  |  |

| IDA | 3º do Grupo B | ― | 2º do Grupo C |  |  |
|     |               |   |               |  |  |

| VOL | 2º do Grupo C | ― | 3º do Grupo B |  |  |
|     |               |   |               |  |  |

### Quartas de final
| IDA | Vencedor da Chave 1 | ― | 1º do Grupo A |  |  |
|     |                     |   |               |  |  |

| VOL | 1º do Grupo A | ― | Vencedor da Chave 1 |  |  |
|     |               |   |                     |  |  |

| IDA | Vencedor da Chave 2 | ― | 1º do Grupo B |  |  |
|     |                     |   |               |  |  |

| VOL | 1º do Grupo B | ― | Vencedor da Chave 2 |  |  |
|     |               |   |                     |  |  |

| IDA | Vencedor da Chave 3 | ― | 1º do Grupo C |  |  |
|     |                     |   |               |  |  |

| VOL | 1º do Grupo C | ― | Vencedor da Chave 3 |  |  |
|     |               |   |                     |  |  |

| IDA | Vencedor da Chave 4 | ― | 1º do Grupo D |  |  |
|     |                     |   |               |  |  |

| VOL | 1º do Grupo D | ― | Vencedor da Chave 4 |  |  |
|     |               |   |                     |  |  |

### Semifinal
| IDA | Vencedor da Chave Q2/Q1 | ― | Vencedor da Chave Q1/Q2 |  |  |
|     |                         |   |                         |  |  |

| VOL | Vencedor da Chave Q1/Q2 | ― | Vencedor da Chave Q2/Q1 |  |  |
|     |                         |   |                         |  |  |

| IDA | Vencedor da Chave Q4/Q3 | ― | Vencedor da Chave Q3/Q4 |  |  |
|     |                         |   |                         |  |  |

| VOL | Vencedor da Chave Q3/Q4 | ― | Vencedor da Chave Q4/Q3 |  |  |
|     |                         |   |                         |  |  |

### Final
| IDA | Vencedor da Chave S2/S1 | ― | Vencedor da Chave S1/S2 |  |  |
|     |                         |   |                         |  |  |

| VOL | Vencedor da Chave S1/S2 | ― | Vencedor da Chave S2/S1 |  |  |
|     |                         |   |                         |  |  |